# Кріс Гой
Сер Кріс Гой  (англ. Chris Hoy, 23 березня 1976) — британський велогонщик, шестиразовий олімпійський чемпіон та одинадцятиразовий чемпіон світу у велосипедних гонках на треку. Спеціалізувався на спринтерських дисциплінах. Кавалер ордена Британської імперії (MBE). До 2021 року був рекордсменом Великої Британії за кількістю золотих олімпійських нагород, поки на Олімпійських іграх 2020, які пройшли в Токіо у липні — серпні 2021 року, його не випередив інший британський велогонщик Джейсон Кенні.
Вболіває за шотландський футбольний клуб Гарт оф Мідлотіан.

## Виступи на Олімпіадах
| Олімпіада   | Дисципліна       | Місце          |
| ----------- | ---------------- | -------------- |
| Сідней 2000 | кейрін           | участь h1 r2/4 |
| Сідней 2000 | командний спринт | 2              |
| Афіни 2004  | гіт 1000 метрів  | 1              |
| Афіни 2004  | командний спринт | 5              |
| Пекін 2008  | спринт           | 1              |
| Пекін 2008  | кейрін           | 1              |
| Пекін 2008  | командний спринт | 1              |
| Лондон 2012 | командний спринт | 1              |
| Лондон 2012 | кейрін           | 1              |

## Особисте життя
2010 року одружився з Саррою Кемп, з якою має двох дітей — сина та дочку.
У вересні 2023 року Гою поставили діагноз рак передміхурової залози 4 стадії після скарг на біль у плечі. У жовтні 2024 року він оприлюднив природу та тяжкість своєї хвороби, заявивши, що вона поширилася на його кістки та зараз невиліковна.
Ще однією неприємністю для подружжя Гоїв стала хвороба Сарри, у якої діагностували дуже активну і агресивну форму розсіяного склерозу.